# Oenothera coronopifolia
Oenothera coronopifolia är en dunörtsväxtart som beskrevs av John Torrey och Gray. Oenothera coronopifolia ingår i släktet nattljussläktet, och familjen dunörtsväxter. Inga underarter finns listade i Catalogue of Life.